# Alfred Dabat
Pour les articles homonymes, voir Dabat.
Alfred Dabat, né le 2 janvier 1869 à Blida et mort le 23 septembre 1935 à Antibes, est un peintre français.

## Biographie
Alfred Justin Gustave Dabat est le fils d'Hector Martin Dabat, comptable, et de Joséphine Julienne Gérard.
D'abord étudiant à l’École des Beaux-Arts d’Alger, il part pour Paris. Élève de Jean-Joseph Benjamin-Constant, de Jean-Paul Laurens et d'Albert Maignan, il expose au Salon de 1899 à 1935. Il y reçoit une mention honorable en 1910, une deuxième médaille en 1913 et une première médaille en 1922.
Il épouse Noémie Lucie Paulette Georgette Germain.
En 1932, il obtient le prix Jean-Jacques-Henner.
Il meurt à Antibes à l'âge de 66 ans.

## Œuvres dans les collections publiques
Algérie
- Alger, Musée national des Beaux-Arts
- Oran, Musée national Zabana

France
- Paris
  - Petit Palais
  - Musée d'Orsay
- Bourg-en-Bresse, musée de Brou